# Mecz Gwiazd PLK 2009
Mecz Gwiazd Polskiej Ligi Koszykówki 2009 – towarzyski mecz koszykówki rozegrany 29 marca 2009 roku w Warszawie. W spotkaniu wzięli udział czołowi zawodnicy najwyższej klasy rozgrywkowej w Polsce. Spotkanie gwiazd odbyło się w konwencji Północ – Południe. Przy okazji spotkania rozegrano także konkursy rzutów za 3 punkty oraz wsadów.
Po raz drugi z rzędu w imprezie wzięli udział akrobaci – Crazy Dunkers, którzy zrobili show podczas przerwy w spotkaniu głównym. Na koniec wystąpił Piotr Dymała, uczestnik programu „Fabryka Gwiazd”.
Spośród wybranych w głosowaniu internetowym (meczgwiazd.plk.pl) oraz SMS nie mogli wystąpić gracze Asseco Prokomu Sopot – Pat Burke oraz Qyntel Woods, ich miejsce zajęli Alex McLean (PBG Basket Poznań) i George Reese (AZS Koszalin).

## Konkurs rzutów za 3 punkty
W finale konkursu ponownie triumfował Andrzej Pluta, który pokonał Pawła Kikowskiego 21:13.

## Konkurs wsadów
Uczestnicy konkursu wsadów: Sefton Barrett, Chad Timberlake, Eddie Miller, Brandon Wallace.
Spotkanie wygrała drużyna Północy, pokonując Południe 143:116.
- MVP – Adam Wójcik
- Zwycięzca konkursu wsadów – Sefton Barrett
- Zwycięzca konkursu rzutów za 3 punkty – Andrzej Pluta

## Składy
Pogrubienie – oznacza zawodnika składu podstawowego
| Północ – 143    | Północ – 143      | Północ – 143                | Północ – 143 | 116 – Południe     | 116 – Południe    | 116 – Południe           | 116 – Południe |
| Zawodnik        | Kraj              | Klub                        | Pkt          | Zawodnik           | Kraj              | Klub                     | Pkt            |
| --------------- | ----------------- | --------------------------- | ------------ | ------------------ | ----------------- | ------------------------ | -------------- |
| Michael Hicks   | Stany Zjednoczone | Polpharma Starogard Gdański | 24           | Andrzej Pluta      | Polska            | Anwil Włocławek          | 12             |
| Adam Wójcik     | Polska            | PBG Basket Poznań           | 22           | Chris Daniels      | Stany Zjednoczone | PGE Turów Zgorzelec      | 8              |
| Paweł Kikowski  | Polska            | Kotwica Kołobrzeg           | 15           | Marko Brkić        | Serbia            | Anwil Włocławek          | 3              |
| David Logan     | Stany Zjednoczone | Prokom Trefl Sopot          | 14           | Łukasz Koszarek    | Polska            | Anwil Włocławek          | 2              |
| Filip Dylewicz  | Polska            | Prokom Trefl Sopot          | 0            | Michael Ansley     | Stany Zjednoczone | Polonia Warszawa         | 2              |
| Brandon Wallace | Stany Zjednoczone | Bank BPS Basket Kwidzyn     | 14           | Eddie Miller       | Stany Zjednoczone | Sportino Inowrocław      | 25             |
| Sefton Barrett  | Kanada            | Kotwica Kołobrzeg           | 14           | Chad Timberlake    | Stany Zjednoczone | Sokołów Znicz Jarosław   | 22             |
| Kevin Hamilton  | Stany Zjednoczone | Kotwica Kołobrzeg           | 12           | Quinton Day        | Stany Zjednoczone | Sokołów Znicz Jarosław   | 14             |
| George Reese    | Stany Zjednoczone | AZS Koszalin                | 12           | Adam Waczyński     | Polska            | Górnik Wałbrzych         | 12             |
| Alex McLean     | Stany Zjednoczone | PBG Basket Poznań           | 7            | Kyle Landry        | Kanada            | Sportino Inowrocław      | 6              |
| Paweł Leończyk  | Polska            | Energa Czarni Słupsk        | 6            | Krzysztof Roszyk   | Polska            | PGE Turów Zgorzelec      | 4              |
| Javier Mojica   | Portoryko         | AZS Koszalin                | 3            | Krzysztof Szubarga | Polska            | Stal Ostrów Wielkopolski | 4              |
|                 |                   |                             |              | Robert Witka       | Polska            | PGE Turów Zgorzelec      | 2              |